# Goh Kun
Goh Kun (Seul, 2 de janeiro de 1938) é um político sul-coreano, ex-primeiro-ministro de seu país e ex-presidente de seu país. 
Foi prefeito de Seul de 1988 a 1990 (fez os preparativos para realização das olimpíadas); foi novamente eleito prefeito daquela cidade em 1999; foi primeiro-ministro sul coreano de 11 de agosto de 1997 até 17 de abril de 1998; sendo novamente de 25 de fevereiro de 2003 até 25 de julho de 2004. prefeito do município de Seul 25 de fevereiro de 1988 até 24 de agosto de 1990; sendo novamente de 28 de junho de 1998 até 30 de junho de 2002.
Em 12 de março de 2004, o presidente da Coreia do Sul Roh Moo-hyun, foi destituído do seu cargo depois que a maioria parlamento venceu uma votação por 193 votos a favor, e apenas dois contra. Foi o primeiro presidente da história daquele pais a ser destituído do poder. Kun ficou no cargo de presidente até 14 de maio de 2004, quando Roh Moo-hyun, voltou a presidência.
Goh Kun, primeiro-ministro da situação, ficou no poder até que, dois meses depois, o parlamento restituiu o presidente deposto. Goh Kun foi convidado pelo presidente para participar mais de perto do governo, mas Goh declinou o convite e renunciou o cargo de primeiro-ministro em 25 de julho do mesmo ano.
Foi alcunhado "sr. Estabilidade", devido a alguns ajustes no governo que permitiram à Coreia do Sul manter-se em níveis económicos bons.